# Medavakkam
Medavakkam es una ciudad censal situada en el distrito de Chengalpattu en el estado de Tamil Nadu (India). Su población es de 29710 habitantes (2011). Se encuentra a 29 km de Chennai y a 56 km de Kanchipuram. Forma parte del área metropolitana de Chennai.

## Demografía
Según el censo de 2011 la población de Medavakkam era de 29710 habitantes, de los cuales 14988 eran hombres y 14722 eran mujeres. Medavakkam tiene una tasa media de alfabetización del 90,16%, superior a la media estatal del 80,09%: la alfabetización masculina es del 94,12%, y la alfabetización femenina del 86,13%.